# 火曜サスペンス劇場の放映作品一覧 (五十音順)
火曜サスペンス劇場の放映作品一覧（かようサスペンスげきじょうのほうえいさくひんいちらん）は、火曜サスペンス劇場（日本テレビ）枠内で放送された全作品名の五十音順一覧である。
放送日順の一覧は火曜サスペンス劇場の放映作品一覧 (放送日順)を参照。
| 目次 | 目次 | 目次 | 目次 | 目次 | 目次 | 目次 | 目次 | 目次 | 目次 | 目次 |
| ---- | ---- | ---- | ---- | ---- | ---- | ---- | ---- | ---- | ---- | ---- |
| わ   | ら   | や   | ま   | は   |      | な   | た   | さ   | か   | あ   |
|      | り   |      | み   | ひ   |      | に   | ち   | し   | き   | い   |
| を   | る   | ゆ   | む   | ふ   |      | ぬ   | つ   | す   | く   | う   |
|      | れ   |      | め   | へ   |      | ね   | て   | せ   | け   | え   |
| ん   | ろ   | よ   | も   | ほ   |      | の   | と   | そ   | こ   | お   |

## あ行

### あ
| タイトル                                     | 放送日         | 脚本家               | 監督                   | 出演                               | 備考           |
| -------------------------------------------- | -------------- | -------------------- | ---------------------- | ---------------------------------- | -------------- |
| 愛が壊れる!                                  | 1988年9月27日  | 石松愛弘             | 富本壮吉               | 佐久間良子、渡辺裕之               |                |
| 相沢夏子の失われた名誉                       | 1983年3月29日  | 那須真知子           | 富本壮吉               | 梶芽衣子、夏八木勲                 |                |
| 愛する妻への遺書                             | 1985年10月8日  | 池田一朗             | 田中登                 | 市毛良枝、篠田三郎、 藤岡琢也      |                |
| 愛と殺意の川                                 | 1990年7月31日  | 鴨井達比古           | 瀬川昌治               | 古村比呂、宅麻伸、 西村和彦        |                |
| 愛と野望の虚像                               | 1987年10月13日 | 山田信夫             | 富本壮吉               | 佐久間良子、細川俊之               |                |
| 愛と欲望の装飾                               | 1986年10月7日  | 岡本克己             | 木下亮                 | 佐久間良子、高橋悦史               | 5周年記念作品  |
| 愛の報酬                                     | 1983年5月24日  | 石堂淑朗             | 祖父江信太郎、船越太郎 | いしだあゆみ、名高達郎             |                |
| 愛の牢獄                                     | 1984年6月26日  | 岸田理生             | 神代辰巳               | 酒井和歌子、小林薫                 |                |
| 逢うときはいつも他人                         | 1985年12月3日  | 須川栄三             | 木下亮                 | 浅田美代子、中条きよし             |                |
| 蒼い愛の秘密                                 | 1984年4月24日  | 石松愛弘             | 松尾昭典               | 中井貴惠、河内桃子                 |                |
| 青い幸福 姑が嫁に殺意を抱いた時              | 1983年6月14日  | 橋本綾               | 馬場昭格               | 新珠三千代、岡田裕介               |                |
| 青い沼の女                                   | 1986年11月4日  | 岸田理生             | 実相寺昭雄             | 山本陽子、田村亮                   |                |
| 赤い記憶                                     | 1985年2月26日  | 田上雄               | 鷹森立一               | 北大路欣也、山口果林               |                |
| 赤い靴                                       | 2001年3月13日  | 倉沢左知代           | 猪崎宣昭               | 水野真紀、夏八木勲、中原ひとみ     |                |
| 赤い靴殺人事件                               | 1988年2月23日  | 石松愛弘             | 貞永方久               | 丘みつ子、森本レオ、佐々木愛       |                |
| 赤いコートの女                               | 1990年2月27日  | 石松愛弘             | 長谷部安春             | 多岐川裕美、勝野洋                 |                |
| 赤い鳩が死んだ                               | 1984年8月7日   | 国弘威雄             | 斎藤耕一               | 小川知子、奥田瑛二                 |                |
| 赤い耳の殺意                                 | 1984年3月6日   | 国弘威雄             | 江崎実生               | ちあきなおみ、中山仁               |                |
| 赤の組曲                                     | 1982年9月28日  | 村尾昭               | 鷹森立一               | 北大路欣也、范文雀                 |                |
| 悪女の階段                                   | 1996年1月23日  | 坂上かつえ           | 西本淳一               | 大竹しのぶ、森本レオ、渡辺いっけい |                |
| 悪女の泪                                     | 1988年5月10日  | 鴨井達比古           | 西村昭五郎             | 山口果林、萩原流行                 |                |
| 悪の鎖                                       | 1992年8月4日   | 高村美智子           | 真船匡氏               | 増田恵子、山下真司、モト冬樹       |                |
| 悪魔が忍び込む                               | 1985年7月2日   | 宮川一郎             | 馬場昭格               | 浜木綿子、伊東四朗                 |                |
| 悪夢の五日間                                 | 1990年8月14日  | 酒井あきよし         | 西村潔                 | 山城新伍、梅宮辰夫                 |                |
| 「悪魔の手毬唄」殺人事件                     | 1987年2月3日   | 池大気               | 前田陽一               | 近藤正臣、沢田亜矢子               |                |
| 朝比奈周平ミステリー1 出雲路殺人事件         | 1991年3月26日  | 岡本克己             | 出目昌伸               | 水谷豊、西村知美、乙羽信子         |                |
| 朝比奈周平ミステリー2 西海道殺人事件         | 1991年10月15日 | 岡本克己             | 出目昌伸               | 水谷豊、安永亜衣、乙羽信子         |                |
| 朝比奈周平ミステリー3 丹後路殺人事件         | 1992年4月21日  | 岡本克己             | 出目昌伸               | 水谷豊、森口瑤子、乙羽信子         |                |
| 朝比奈周平ミステリー4 木曽路殺人事件         | 1992年10月20日 | 岡本克己             | 出目昌伸               | 水谷豊、中山忍、乙羽信子           |                |
| 朝まで待てない                               | 1983年5月3日   | 村尾昭               | 河野和平               | 岸本加世子、三浦洋一               |                |
| 浅見光彦スペシャル 貴賓室の怪人              | 2002年2月5日   | 酒井直行             | 猪崎宣昭               | 高嶋政伸、南果歩、宮本信子         | 20周年記念作品 |
| 浅見光彦ミステリー1 平家伝説殺人事件         | 1987年9月8日   | 岡本克己             | 藤井克彦               | 水谷豊、有森也実、乙羽信子         |                |
| 浅見光彦ミステリー2 天城峠殺人事件           | 1987年12月1日  | 岡本克己             | 藤井克彦               | 水谷豊、加納みゆき、乙羽信子       |                |
| 浅見光彦ミステリー3 佐渡伝説殺人事件         | 1988年4月12日  | 岡本克己             | 藤井克彦               | 水谷豊、高橋悦史、乙羽信子         |                |
| 浅見光彦ミステリー4 美濃路殺人事件           | 1988年9月13日  | 岡本克己             | 吉川一義               | 水谷豊、岩崎良美、乙羽信子         |                |
| 浅見光彦ミステリー5 越後路殺人事件           | 1989年1月17日  | 岡本克己             | 吉川一義               | 水谷豊、黒木瞳、乙羽信子           |                |
| 浅見光彦ミステリー6 唐津・佐用姫伝説殺人事件 | 1989年7月11日  | 岡本克己             | 吉川一義               | 水谷豊、乙羽信子、遥くらら         |                |
| 浅見光彦ミステリー7 備後路殺人事件           | 1990年1月16日  | 岡本克己             | 吉川一義               | 水谷豊、乙羽信子、河原崎長一郎     |                |
| 浅見光彦ミステリー8 琵琶湖周航殺人歌         | 1990年7月3日   | 岡本克己             | 吉川一義               | 水谷豊、乙羽信子、名古屋章         |                |
| 朝もやの中に街が消える                       | 1991年3月5日   | 安倍徹郎             | 木下亮                 | 水谷豊、岩崎良美、鶴田忍           |                |
| あしたの顔                                   | 1985年8月6日   | 国弘威雄             | 恩地日出夫             | 浅茅陽子、佳那晃子                 |                |
| あしながおじさん殺人事件                     | 1989年11月14日 | 松木ひろし、渡辺善則 | 柴田敏行               | 佐藤浩市、河合美智子、土屋嘉男     |                |
| 味のふるさとミステリー紀行                   | 1987年11月24日 | 佐治乾               | 村川透                 | 柏原芳恵、小林亜星、塩沢とき       |                |
| 明日に別れの接吻を                           | 1981年12月1日  | 宮川一郎             | 野末和夫               | 古谷一行、小川知子                 |                |
| 明日を待つ女                                 | 1990年7月24日  | 酒井あきよし         | 小田切正明             | 池上季実子、田村高廣、今福将雄     |                |
| 温かな指輪                                   | 2004年10月5日  | 橋本綾               | 下村優                 | 中村雅俊、とよた真帆、柄本明       |                |
| 穴                                           | 1986年3月18日  | 江連卓               | 祖父江信太郎           | 沢田亜矢子、平田満                 |                |
| 盲点                                         | 1984年3月13日  | 貞永方久             | 帯盛迪彦               | 緒形拳、吉田日出子、池部良         |                |
| あなたに似た人                               | 1987年10月27日 | 岡部耕大             | 崔洋一                 | 山﨑努、泉ピン子                   |                |
| あなたの知らないあなたの部屋                 | 1989年5月30日  | 加藤千恵、丸内敏治   | 斉藤信幸               | 杉田かおる、沖直美                 |                |
| あのひとの髪                                 | 2001年5月8日   | 宇山圭子             | 伊﨑健太郎             | 田中好子、川島なお美、益岡徹       |                |
| あのひとの匂い                               | 2002年4月30日  | 清水曙美             | 伊﨑健太郎             | 田中好子、川島なお美、辰巳琢郎     |                |
| あぶない絵                                   | 1988年4月19日  | 加瀬高之             | 高瀬昌弘               | 星由里子、高橋長英                 |                |
| 雨の中の女                                   | 1988年11月8日  | 小林政広             | 大室清                 | 佐藤友美、長谷直美、早坂あきよ     |                |
| 雨の日の逃亡者                               | 1984年4月10日  | 吉岡義昭             | 河野和平               | 五木ひろし、藤吉久美子             |                |
| アリバイの穴                                 | 1997年1月28日  | 西村孝史             | 山本厚                 | 菅原文太、永島暎子、田中実         |                |
| ある少女の犯罪                               | 1985年8月13日  | 鹿水晶子、国広珠緒   | 藤井克彦               | 萬田久子、 遠藤由美子、乙羽信子    |                |
| ある青春の挽歌                               | 1982年9月21日  | 長谷部彦次、堀江英雄 | 堀江英雄               | あおい輝彦、岡崎友紀               |                |

### い
| タイトル       | 放送日         | 脚本家     | 監督       | 出演                 | 備考               |
| -------------- | -------------- | ---------- | ---------- | -------------------- | ------------------ |
| 言えない関係   | 2002年11月19日 | 中村努     | 井上昭     | 風吹ジュン、永島敏行 |                    |
| 漁火の女       | 1990年9月25日  | 中島丈博   | 深町幸男   | 浅野ゆう子、平田満   | 10周年記念特別企画 |
| 遺書を送った女 | 1983年5月31日  | 中岡京平   | 恩地日出夫 | 桃井かおり、本間優二 |                    |
| いちど死んだ妻 | 2000年2月15日  | 坂上かつえ | 下村優     | 三浦友和、秋吉久美子 |                    |
| 偽りの心中     | 1985年5月14日  | 塩田千種   | 木下亮     | 香坂未幸、地井武男   |                    |
| 偽りの未亡人   | 1983年10月18日 | 鹿水晶子   | 伊藤祥二   | 浜木綿子、川上麻衣子 |                    |
| 移動指紋       | 1994年7月12日  | 渡辺善則   | 長尾啓司   | 橋爪功、范文雀       |                    |
| いのち         | 1998年7月21日  | 松原敏春   | 猪崎宣昭   | 市毛良枝、布施博     |                    |
| 生命           | 1993年8月31日  | 鴨井達比古 | 加藤彰     | 真野響子、風間杜夫   |                    |
| 妹の愛した男   | 1988年5月24日  | 石森史郎   | 木下亮     | 三田村邦彦、岩崎良美 |                    |
| 遺留指紋       | 1998年6月2日   | 江良至     | 山田大樹   | 渡辺梓、深水三章     |                    |
| 入れ代わった女 | 1986年11月18日 | 国弘威雄   | 国原俊明   | 佳那晃子、篠田三郎   |                    |

### う
| タイトル                     | 放送日         | 脚本家             | 監督     | 出演                 | 備考 |
| ---------------------------- | -------------- | ------------------ | -------- | -------------------- | ---- |
| 迂回路                       | 2003年11月25日 | 坂上かつえ         | 吉本潤   | 内藤剛志、斉藤慶子   |      |
| 雨月荘殺人事件               | 1988年10月18日 | 宮川一郎           | 馬場昭格 | 小林桂樹、野川由美子 |      |
| うさぎと亀 桜の樹の下で      | 2003年6月10日  | 石原武龍           | 雨宮望   | 市原悦子、淡路恵子   |      |
| うさぎと亀2 川の流れのように | 2004年6月1日   | 石原武龍           | 雨宮望   | 市原悦子、草笛光子   |      |
| 失われた時間                 | 1996年7月2日   | 鹿水晶子、進藤健二 | 斉藤員功 | 有森也実、宮下順子   |      |
| 嘘                           | 1986年3月25日  | 山田正弘           | 吉川一義 | 石立鉄男、木内みどり |      |
| 嘘を重ねて                   | 1989年2月7日   | 中島玲子           | 松尾昭典 | 斉藤慶子、国広富之   |      |
| 歌姫マリアの危険なツアー     | 1987年5月5日   | 中岡京平           | 西村潔   | 万田久子、小林桂樹   |      |
| 海に埋めた時間               | 2000年5月16日  | 石松愛弘           | 猪崎宣昭 | 賀来千香子、浅香光代 |      |
| 海の道                       | 1999年4月13日  | 金子成人           | 下村優   | 田中好子、佐藤B作    |      |
| 裏切りのフィナーレ           | 1984年10月16日 | 横光晃             | 佐光千尋 | 佐藤友美、村井國夫   |      |
| 裏口入学殺人事件             | 1991年2月26日  | 江頭美智留         | 田中登   | 宮﨑淑子、斉藤隆治   |      |
| 運命の女                     | 1997年6月17日  | 橋本綾             | 馬場昭格 | 沢田亜矢子、柴俊夫   |      |

### え
| タイトル                     | 放送日         | 脚本家   | 監督     | 出演                 | 備考          |
| ---------------------------- | -------------- | -------- | -------- | -------------------- | ------------- |
| 描かれた女                   | 1985年2月5日   | 石堂淑朗 | 浦山桐郎 | 藤真利子、秋野太作   |               |
| 駅に佇つ人                   | 1986年10月28日 | 大藪郁子 | 島村正敏 | 市毛良枝、隆大介     | 5周年記念作品 |
| L特急さざなみ7号で出会った女 | 1988年5月3日   | 安本莞二 | 国原俊明 | 沢田亜矢子、京本政樹 |               |
| 絵を買う女                   | 1989年8月22日  | 坂田義和 | 小林俊一 | 中原理恵、平田満     |               |
| 艶歌恋歌殺人譜               | 1988年2月2日   | 勝目貴久 | 藤井克彦 | 有森也実、杉本哲太   |               |

### お
| タイトル                                              | 放送日                  | 脚本家               | 監督               | 出演                               | 備考          |
| ----------------------------------------------------- | ----------------------- | -------------------- | ------------------ | ---------------------------------- | ------------- |
| 追いかける                                            | 1992年7月14日           | 岩間芳樹             | 出目昌伸           | 市原悦子、いかりや長介             |               |
| 追いつめられた女                                      | 1988年3月8日            | 竹山洋               | 柴田敏行           | 西郷輝彦、黒木瞳、露口茂           |               |
| 黄金を抱いて翔べ                                      | 1991年4月2日            | 山田信夫             | 島村正敏           | 伊藤蘭、世良公則                   |               |
| 王女の涙                                              | 1988年10月4日           | 岸田理生             | 木下亮             | 岩下志麻、高樹澪                   |               |
| 大奥殺人事件                                          | 1989年1月3日            | 宮川一郎             | 田中徳三           | 秋吉久美子、荻野目慶子、星由里子   |               |
| おかしな夫婦                                          | 1995年6月27日           | 宮川一郎             | 村川透             | 高橋英樹、熊谷真実、山田吾一       |               |
| おかしな夫婦2                                         | 1996年4月9日            | 宮川一郎             | 村川透             | 高橋英樹、岡本麗                   |               |
| おかしな夫婦3                                         | 1997年4月15日           | 宮川一郎             | 村川透             | 高橋英樹、岡本麗、三浦布美子       |               |
| 奥能登殺人遊戯                                        | 1985年6月4日            | 伊藤亮二、久保田圭司 | 吉川一義           | 佐藤友美、芦川よしみ               |               |
| 尾瀬湿原殺人事件                                      | 1990年5月15日           | 安本莞二             | 井上芳夫           | 伊藤かずえ、露口茂                 |               |
| 遅すぎた手紙                                          | 1984年6月19日           | 安倍徹郎             | 長谷和夫           | 桜田淳子、山下真司                 |               |
| 襲われて                                              | 1983年9月13日           | 安本莞二             | 坂下正尚           | 池上季実子、国広富之               |               |
| 夫の時効                                              | 1985年9月10日           | 貞永方久             | 山根成之           | 松尾嘉代、田村亮                   |               |
| 夫を殺された二人の女                                  | 1986年10月14日          | 宮川一郎             | 中島貞夫           | 池上季実子、香山美子               | 5周年記念作品 |
| お連れの方                                            | 1986年8月19日           | 横光晃               | 瀬木宏康           | 市毛良枝、露口茂                   |               |
| お巡りさん                                            | 1993年11月9日           | 坂田義和             | 下村優             | 赤井英和、加藤茶、遠藤憲一         |               |
| 思い出さないで!!                                      | 1981年12月8日           | 寺内小春             | 澤田幸弘           | 大空眞弓、関口宏                   |               |
| 面影は共犯者                                          | 1985年1月22日           | 宮川一郎             | 馬場昭格           | 浜木綿子、田村亮                   |               |
| 親父                                                  | 2002年1月29日           | 難波江由紀子         | 岡屋龍一           | 藤田まこと、いしだあゆみ、有安杏果 |               |
| 女が見ていた                                          | 1983年1月18日           | 池田一朗             | 鷹森立一           | 泉ピン子、河原崎長一郎             |               |
| 女からの眺め                                          | 1987年1月6日            | 早坂暁               | 吉川一義           | 岡田茉莉子、樹木希林、加藤治子     |               |
| 女監察医室生亜季子1 歩き出した白骨死体                | 1986年12月23日          | 宮川一郎             | 永野靖忠           | 浜木綿子、すまけい、柏木由紀子     |               |
| 女監察医室生亜季子2 遺された眼                        | 1987年5月26日           | 宮川一郎             | 山像信夫           | 浜木綿子、すまけい、石井光三       |               |
| 女監察医室生亜季子3 瀬戸内竹原殺人行                  | 1987年9月1日            | 宮川一郎             | 馬場昭格           | 浜木綿子、すまけい、田村亮         |               |
| 女監察医室生亜季子4 哀しき母子鑑定                    | 1988年1月19日           | 宮川一郎             | 鷹森立一           | 浜木綿子、すまけい、木村一八       |               |
| 女監察医室生亜季子5 高価すぎた情事                    | 1988年7月26日           | 宮川一郎、鹿水晶子   | 馬場昭格           | 浜木綿子、すまけい、夏八木勲       |               |
| 女監察医室生亜季子6 赤い髪の女                        | 1989年4月25日           | 宮川一郎             | 田中徳三           | 浜木綿子、すまけい、江守徹         |               |
| 女監察医室生亜季子7 もう一つの指紋                    | 1989年9月5日            | 宮川一郎             | 永野靖忠           | 浜木綿子、左とん平、音無真喜子     |               |
| 女監察医室生亜季子8 熱い凍死                          | 1990年4月17日           | 宮川一郎             | 永野靖忠           | 浜木綿子、左とん平、渡辺正行       |               |
| 女監察医室生亜季子9 震える川                          | 1990年11月20日          | 宮川一郎             | 永野靖忠           | 浜木綿子、左とん平、渡辺正行       |               |
| 女監察医室生亜季子10 顔のない白骨死体                 | 1991年7月16日           | 宮川一郎、中島玲子   | 永野靖忠           | 浜木綿子、左とん平、野川由美子     |               |
| 女監察医室生亜季子11 歪んだ告白                       | 1992年4月14日           | 宮川一郎、小木曽豊斗 | 田中徳三           | 浜木綿子、左とん平、西田健         |               |
| 女監察医室生亜季子12 もう一つの血痕                   | 1992年11月3日           | 宮川一郎             | 鷹森立一           | 浜木綿子、左とん平、榎木孝明       |               |
| 女監察医室生亜季子13 犯罪性なし                       | 1993年3月16日           | 宮川一郎             | 小松範任           | 浜木綿子、左とん平、ベンガル       |               |
| 女監察医室生亜季子14 震える海                         | 1993年7月20日           | 宮川一郎             | 鷹森立一           | 浜木綿子、左とん平                 |               |
| 女監察医室生亜季子15 扼殺                             | 1994年2月1日            | 宮川一郎             | 鷹森立一           | 浜木綿子、左とん平、すまけい       |               |
| 女監察医室生亜季子16 夕映えの女                       | 1994年8月2日            | 宮川一郎             | 鷹森立一           | 浜木綿子、左とん平、根本りつ子     |               |
| 女監察医室生亜季子17 薬殺                             | 1994年12月27日          | 宮川一郎             | 村川透             | 浜木綿子、左とん平、剣幸           |               |
| 女監察医室生亜季子18 時効ナシ                         | 1995年7月25日           | 宮川一郎             | 鷹森立一           | 浜木綿子、左とん平、岸田智史       |               |
| 女監察医室生亜季子19 埋葬                             | 1995年12月19日          | 宮川一郎             | 鷹森立一           | 浜木綿子、左とん平、山口果林       |               |
| 女監察医室生亜季子20 拳銃                             | 1996年6月25日           | 宮川一郎             | 鷹森立一           | 浜木綿子、左とん平、久野綾希子     |               |
| 女監察医室生亜季子21 身元不明                         | 1996年11月5日           | 宮川一郎             | 鷹森立一           | 浜木綿子、左とん平、一柳みる       |               |
| 女監察医室生亜季子22 指紋                             | 1997年5月6日            | 宮川一郎             | 鷹森立一           | 浜木綿子、左とん平、姿晴香         |               |
| 女監察医室生亜季子23 不審死体                         | 1998年2月3日            | 宮川一郎             | 鷹森立一           | 浜木綿子、左とん平、左時枝         |               |
| 女監察医室生亜季子24 死因に異議あり                   | 1998年7月28日           | 宮川一郎             | 鷹森立一           | 浜木綿子、左とん平、古川理科       |               |
| 女監察医室生亜季子25 死亡推定時間                     | 1999年5月4日            | 宮川一郎             | 鷹森立一           | 浜木綿子、左とん平、山口果林       |               |
| 女教師                                                | 1987年9月15日           | 池田一朗             | 高瀬昌弘           | 紺野美沙子、岡本富士太             |               |
| 女検事・霞夕子1 予期せぬ殺人                          | 1985年10月15日          | 石松愛弘             | 渡辺祐介、大槻義一 | 桃井かおり、新克利、大空眞弓       |               |
| 女検事・霞夕子2 白い影                                | 1986年4月29日           | 石松愛弘             | 帯盛迪彦           | 桃井かおり、新克利、星由里子       |               |
| 女検事・霞夕子3 非常階段をおりる女                    | 1987年1月13日           | 石松愛弘             | 恩地日出夫         | 桃井かおり、新克利、木内みどり     |               |
| 女検事・霞夕子4 美しき容疑者                          | 1987年12月22日          | 石松愛弘             | 恩地日出夫         | 桃井かおり、新克利、大楠道代       |               |
| 女検事・霞夕子5 家庭教師の殺人                        | 1988年7月19日           | 石松愛弘             | 恩地日出夫         | 桃井かおり、新克利、吉行和子       |               |
| 女検事・霞夕子6 別荘の女                              | 1988年11月22日          | 石松愛弘             | 恩地日出夫         | 桃井かおり、岸部一徳、木野花       |               |
| 女検事・霞夕子7 自転車に乗る女                        | 1989年4月4日            | 石松愛弘             | 恩地日出夫         | 桃井かおり、石橋蓮司、宮下順子     |               |
| 女検事・霞夕子8 死なれては困る                        | 1991年9月24日           | 大藪郁子             | 嶋村正敏           | 桃井かおり、新克利、左時枝         | 500回記念作品 |
| 女検事・霞夕子9 青い指                                | 1993年3月30日           | 石松愛弘             | 木下亮             | 桃井かおり、新克利、内藤剛志       |               |
| 女検事・霞夕子10 闇の演出                             | 1993年8月17日           | 石松愛弘             | 恩地日出夫         | 桃井かおり、新克利、中原ひとみ     |               |
| 女相続人（前後編）                                    | 1982年11月2日、 11月9日 | 中島丈博             | 小田切成明         | 松坂慶子、三國連太郎               |               |
| 女たちは一度勝負する                                  | 1989年3月7日            | 石松愛弘             | 馬場昭格           | 小川知子、高樹澪、村井国夫         |               |
| 女動物医事件簿1 耳を噛む犬                            | 1990年7月17日           | 高久進               | 馬場昭格           | 山口智子、江守徹、高沢順子         |               |
| 女動物医事件簿2 炎を吐いた猫                          | 1991年3月12日           | 高久進               | 鷹森立一           | 山口智子、藤岡琢也、松本典子       |               |
| 女動物医事件簿3 人見知りする犬                        | 1991年12月17日          | 高久進               | 鷹森立一           | 山口智子、藤岡琢也、松本典子       |               |
| 女友達                                                | 1997年7月15日           | 佐伯俊道             | 松島哲也           | 藤田朋子、杉田かおる、鶴見辰吾     |               |
| 女の家                                                | 2002年7月30日           | 難波江由紀子         | 吉川一義           | 木の実ナナ、酒井和歌子、宇津宮雅代 |               |
| 女の中にいる他人                                      | 1981年11月3日           | 井手俊郎             | 山本和夫           | 大原麗子、川崎敬三                 |               |
| 女の中の風                                            | 1988年2月9日            | 橋本綾               | 馬場昭格           | 浅野ゆう子、加藤治子、伊原剛志     |               |
| 女の中の炎                                            | 1983年6月28日           | 西沢裕子             | 恩地日出夫         | 夏目雅子、鹿賀丈史                 |               |
| 女の中の迷路                                          | 1993年3月2日            | 渡辺善則             | 西村潔             | 荻野目洋子、藤竜也、島かおり       |               |
| 女の橋                                                | 2001年7月17日           | 橋本綾               | 岡屋龍一           | 木の実ナナ、神田正輝、平淑恵       |               |
| 女弁護士高林鮎子1 寝台特急あさかぜ4号殺人風景         | 1986年11月11日          | 高久進               | 小山幹夫           | 眞野あずさ、橋爪功、丹波哲郎       |               |
| 女弁護士高林鮎子2 L特急あずさ19号 逆転の殺意          | 1987年8月11日           | 高久進               | 鷹森立一           | 眞野あずさ、橋爪功、丹波哲郎       |               |
| 女弁護士高林鮎子3 新横浜発12時09分の女                | 1988年3月22日           | 高久進               | 辻理               | 眞野あずさ、橋爪功、武田久美子     |               |
| 女弁護士高林鮎子4 信州飯田線 殺意の天竜峡             | 1988年8月30日           | 高久進               | 永野靖忠           | 眞野あずさ、橋爪功、丹波哲郎       |               |
| 女弁護士高林鮎子5 かいじ12号小淵沢で消えた不在証明    | 1989年1月31日           | 高久進               | 鷹森立一           | 眞野あずさ、橋爪功、丹波哲郎       |               |
| 女弁護士高林鮎子6 船岡発普通列車 無縁坂の女           | 1989年7月18日           | 高久進               | 鷹森立一           | 眞野あずさ、橋爪功、丹波哲郎       |               |
| 女弁護士高林鮎子7 L特急しまんと6号 早春四国路殺人事件 | 1990年3月13日           | 石原武龍             | 鷹森立一           | 眞野あずさ、橋爪功、丹波哲郎       |               |
| 女弁護士高林鮎子8 北の旅、殺意の雫石                  | 1990年12月4日           | 高久進               | 鷹森立一           | 眞野あずさ、橋爪功、丹波哲郎       |               |
| 女弁護士高林鮎子9 北の街小樽に消えた女                | 1991年4月9日            | 高久進、小木曽豊斗   | 永野靖忠           | 眞野あずさ、橋爪功、下條正巳       |               |
| 女弁護士高林鮎子10 博多-札幌殺人ルート                | 1992年3月10日           | 高久進               | 小松範任           | 眞野あずさ、橋爪功、丹波哲郎       |               |
| 女弁護士高林鮎子11 能登に消えた女                     | 1993年1月26日           | 高久進               | 鷹森立一           | 眞野あずさ、橋爪功、丹波哲郎       |               |
| 女弁護士高林鮎子12 L特急あずさ13号の女                | 1993年5月11日           | 高久進               | 鷹森立一           | 眞野あずさ、橋爪功、丹波哲郎       |               |
| 女弁護士高林鮎子13 北斗星1号複合の接点                | 1993年9月14日           | 高久進、小木曽豊斗   | 鷹森立一           | 眞野あずさ、橋爪功、寺田農         |               |
| 女弁護士高林鮎子14 浜名湖汽水域                       | 1994年3月1日            | 高久進、小木曽豊斗   | 鷹森立一           | 眞野あずさ、橋爪功、丹波哲郎       |               |
| 女弁護士高林鮎子15 飛騨高山の女                       | 1994年11月15日          | 高久進、小木曽豊斗   | 鷹森立一           | 眞野あずさ、橋爪功、丹波哲郎       |               |
| 女弁護士高林鮎子16 霧の旅・唐津の殺人                 | 1995年4月4日            | 高久進               | 鷹森立一           | 眞野あずさ、橋爪功、久野綾希子     |               |
| 女弁護士高林鮎子17 支笏湖10時30分の女                 | 1995年10月10日          | 高久進               | 鷹森立一           | 眞野あずさ、橋爪功、丹波哲郎       |               |
| 女弁護士高林鮎子18 西の旅長崎の殺人                   | 1996年3月12日           | 小木曽豊斗、高久進   | 鷹森立一           | 眞野あずさ、橋爪功、火野正平       |               |
| 女弁護士高林鮎子19 寝台特急北斗星の女                 | 1996年11月19日          | 小木曽豊斗           | 鷹森立一           | 眞野あずさ、橋爪功、杉田かおる     |               |
| 女弁護士高林鮎子20 豊肥本線早春の死角                 | 1997年3月11日           | 小木曽豊斗           | 鷹森立一           | 眞野あずさ、橋爪功、丹波哲郎       |               |
| 女弁護士高林鮎子21 上毛高原逆流の殺意                 | 1997年11月11日          | 小木曽豊斗           | 鷹森立一           | 眞野あずさ、橋爪功、丹波哲郎       |               |
| 女弁護士高林鮎子22 北陸本線の死角                     | 1998年7月14日           | 小木曽豊斗           | 鷹森立一           | 眞野あずさ、橋爪功、丹波哲郎       |               |
| 女弁護士高林鮎子23 秋田新幹線冬の迷彩                 | 1999年7月20日           | 小木曽豊斗           | 鷹森立一           | 眞野あずさ、橋爪功、菅井きん       |               |
| 女編集長の椅子は死を招く                              | 1986年11月25日          | 高村美智子           | 松尾昭典           | 藤真利子、桑名正博                 |               |

## か行

### か
| タイトル                               | 放送日         | 脚本家               | 監督     | 出演                                   | 備考                  |
| -------------------------------------- | -------------- | -------------------- | -------- | -------------------------------------- | --------------------- |
| 介護福祉士・哀しい嘘                   | 2000年9月5日   | 佐伯俊道             | 木下亮   | 宮本信子、秋本奈緒美、岡田茉莉子       |                       |
| 回遊海路                               | 1984年3月27日  | 国弘威雄             | 伊藤祥二 | 范文雀、江藤潤                         |                       |
| 顔斬り                                 | 1990年8月7日   | 国弘威雄             | 長谷和夫 | 三浦浩一、高樹澪、林与一               |                       |
| 顔のない女                             | 1986年5月20日  | 国弘威雄             | 野村孝   | 星野知子、国広富之                     |                       |
| 顔のない告発者                         | 1990年9月4日   | 宮川一郎             | 松尾昭典 | 山下智子、江原真二郎                   |                       |
| 香子の夢 コンパニオン殺人事件          | 1989年12月5日  | 佐伯俊道             | 田中芳樹 | 賀来千香子、川野太郎                   |                       |
| 顔を隠す女                             | 1991年3月19日  | 猪又憲吾             | 藤井克彦 | 若村麻由美、船越栄一郎、増田恵子       |                       |
| 加賀金沢殺人事件                       | 1991年8月13日  | 石松愛弘             | 馬場昭格 | 夏木陽介、長谷川真弓                   |                       |
| 鏡の微笑                               | 2000年3月14日  | 峯尾基三             | 木下亮   | 西田ひかる、東幹久                     |                       |
| 隠された誘拐                           | 1984年9月11日  | 田村多津夫           | 澤田幸弘 | 渡瀬恒彦、江藤潤                       |                       |
| 隠し絵の女                             | 1990年10月30日 | 国弘威雄             | 池広一夫 | 山口智子、名古屋章、永島暎子           | 10周年記念特別企画    |
| 隠し続けた女 オンラインの甘い罠        | 1995年2月21日  | 丸内敏治             | 片岡修二 | 岸本加世子、金久美子 、今井雅之        |                       |
| 火刑都市                               | 1989年4月18日  | 金子成人             | 馬場昭格 | 樋口可南子、植木等                     |                       |
| 陰膳 幸せ一杯の姉が突然失踪!           | 1995年8月29日  | 斉藤珠緒             | 真船禎   | 丘みつ子、岸部シロー、斉木しげる       |                       |
| 影なき殺意                             | 1982年6月22日  | 井手俊郎             | 柴田敏行 | 泉ピン子、国広富之、景山仁美           |                       |
| 陰の判決 母が遺した一通の手紙          | 1988年10月25日 | 石原武龍             | 石田勝心 | 丘みつ子、高橋悦史                     |                       |
| 下弦の月-鬼熊事件-                     | 1990年3月27日  | 国弘威雄             | 鷹森立一 | 火野正平、乙羽信子                     |                       |
| 過去からの声                           | 1988年7月12日  | 佐伯俊道             | 中村幻児 | 小柳ルミ子、高品格                     |                       |
| 過去からの殺人者                       | 1989年11月7日  | 松山善三             | 脇田時三 | 池内淳子、船越栄一郎、鳥越マリ         |                       |
| 過失                                   | 1989年3月28日  | 菊島隆三、田村多津雄 | 池広一夫 | 若村麻由美、伊武雅刀                   | FBS開局20周年記念番組 |
| 過失致死                               | 1998年9月8日   | 洞澤美恵子           | 広瀬襄   | 宮崎淑子、篠田三郎、金山一彦           |                       |
| 風のターンロード                       | 1988年12月20日 | 塩田千種             | 小谷承靖 | 根津甚八、高樹沙耶                     |                       |
| 家族の選択                             | 1983年11月8日  | 田上雄               | 鈴木清順 | 藤村志保、佐藤允、柄沢次郎             |                       |
| 家族の中の他人                         | 1982年6月8日   | 石松愛弘             | 島村正敏 | 山本陽子、原田大二郎                   |                       |
| 家族の48時間                           | 1998年2月10日  | 重森孝子             | 黒沢直輔 | 渡瀬恒彦、大谷直子、石橋蓮司           |                       |
| 渦中の女                               | 1985年5月21日  | 岡本克己             | 馬場昭格 | 多岐川裕美、蟹江敬三                   |                       |
| 悲しい殺意                             | 1985年6月18日  | 臼井高瀬             | 前田洋一 | 樫山文枝、児玉清                       |                       |
| 哀しき誘拐                             | 1985年11月19日 | 岡本克己             | 降旗康男 | 堺正章、永島暎子                       |                       |
| 歌舞伎役者 中村歌留多                  | 2005年5月17日  | 今井詔二             | 福本義人 | 中村福助、西村雅彦、夏木マリ           |                       |
| かまきり                               | 1984年7月3日   | 竹山洋               | 水島総   | 烏丸せつこ、川谷拓三                   |                       |
| 神の怒色                               | 1984年7月24日  | 安倍徹郎             | 降旗康男 | 古尾谷雅人、石田えり                   |                       |
| 通いの天使 介護ヘルパー田野倉滋子      | 2004年5月11日  | ジェームス三木       | 雨宮望   | 三田佳子、 布施博、淡路恵子            |                       |
| からくり人形の女                       | 1989年11月28日 | 中島丈博             | 東陽一   | 田村高廣、堤真一                       |                       |
| ガラス細工の家                         | 1991年5月7日   | 倉本聰               | 石橋冠   | いしだあゆみ、薬丸裕英                 |                       |
| ガラスの家族                           | 1985年12月17日 | 押川國秋             | 児玉進   | 樫山文枝、中山仁                       |                       |
| 唐津火模様殺人事件                     | 1987年1月27日  | 田村多津夫           | 伊藤祥二 | 賀来千香子、伊東四朗、野際陽子         |                       |
| 軽井沢ミステリー1 待っていた女         | 2001年11月13日 | 田子明弘             | 雨宮望   | 高橋由美子、菊池麻衣子、紺野美沙子     |                       |
| 軽井沢ミステリー2 風立ちぬ             | 2002年8月13日  | 金子成人             | 雨宮望   | 高橋由美子、菊池麻衣子、草笛光子       |                       |
| 軽井沢ミステリー3 春待ち人             | 2003年4月29日  | 田子明弘             | 雨宮望   | 高橋由美子、菊池麻衣子、坂口良子       |                       |
| 軽井沢ミステリー4 娘よ                 | 2003年8月5日   | 野口ゆかり           | 雨宮望   | 高橋由美子、菊池麻衣子、田中律子       |                       |
| 軽井沢ミステリー5 子別れ               | 2003年12月2日  | 田子明弘             | 雨宮望   | 高橋由美子、菊池麻衣子、高橋ひとみ     |                       |
| 軽井沢ミステリー6 巣立ち               | 2004年11月2日  | 大石哲也             | 森雅弘   | 高橋由美子、菊池麻衣子、大路恵美       |                       |
| 軽井沢ミステリー7 巣づくり             | 2005年7月26日  | 大石哲也             | 森雅弘   | 高橋由美子、菊池麻衣子、古田新太       |                       |
| 可愛い悪魔                             | 1982年8月10日  | 那須真知子           | 大林宣彦 | 秋吉久美子、みなみらんぼう、赤座美代子 |                       |
| 完全犯罪研究室                         | 1990年4月10日  | 柴英三郎             | 野村孝   | 伊藤蘭、香山美子、内藤剛志             |                       |
| 観覧車は見ていた                       | 1984年12月11日 | 高久進               | 鷹森立一 | 市毛良枝、丹波哲郎                     |                       |
| 監察医室生亜季子26 日焼けした死体      | 1999年10月5日  | 宮川一郎             | 鷹森立一 | 浜木綿子、左とん平、平淑恵             |                       |
| 監察医室生亜季子27 複合死因            | 2000年1月18日  | 宮川一郎             | 鷹森立一 | 浜木綿子、左とん平、若林しほ           |                       |
| 監察医室生亜季子28 偽装死体            | 2000年10月10日 | 宮川一郎             | 鷹森立一 | 浜木綿子、左とん平、いしのようこ       |                       |
| 監察医室生亜季子29 不完全な心中        | 2001年1月23日  | 宮川一郎             | 鷹森立一 | 浜木綿子、左とん平、大島さと子         |                       |
| 監察医室生亜季子30 震える顔            | 2001年10月2日  | 宮川一郎             | 鷹森立一 | 浜木綿子、左とん平、三浦春馬           |                       |
| 監察医室生亜季子31 母の波涛            | 2002年3月19日  | 宮川一郎             | 鷹森立一 | 浜木綿子、左とん平、酒井和歌子         | 20周年記念作品        |
| 監察医室生亜季子32 院内感染            | 2003年1月14日  | 宮川一郎             | 鷹森立一 | 浜木綿子、左とん平、清水ミチコ         |                       |
| 監察医室生亜季子33 笑った似顔絵        | 2003年7月8日   | 宮川一郎             | 鷹森立一 | 浜木綿子、左とん平、赤座美代子         |                       |
| 監察医室生亜季子34 追憶                | 2004年1月6日   | 宮川一郎             | 鷹森立一 | 浜木綿子、左とん平、美保純             |                       |
| 監察医室生亜季子35 墜転落死            | 2004年11月9日  | 宮川一郎             | 鷹森立一 | 浜木綿子、藤田朋子、生田斗真           |                       |
| 監察医室生亜季子36 スペシャル 母子鑑定 | 2005年1月11日  | 宮川一郎             | 鷹森立一 | 浜木綿子、左とん平、酒井和歌子         |                       |

### き
| タイトル                   | 放送日         | 脚本家             | 監督       | 出演                               | 備考               |
| -------------------------- | -------------- | ------------------ | ---------- | ---------------------------------- | ------------------ |
| 黄色いコートの女           | 1985年4月23日  | 高久進             | 鷹森立一   | 中井貴恵、前田吟                   |                    |
| 消えた鼓動                 | 1981年12月15日 | 峯尾基三           | 池広一夫   | 竹脇無我、山口果林                 |                    |
| 消えた殺人者               | 1999年9月7日   | 石倉保志           | 猪崎宣昭   | 賀来千香子、すまけい、本田博太郎   |                    |
| 消えたタンカー             | 1981年10月6日  | 村尾昭、和久田正明 | 西村潔     | 中野良子、夏木勲                   |                    |
| 消えた蜜月                 | 1982年4月13日  | 古田求             | 出目昌伸   | 樋口可南子、柴俊夫                 |                    |
| 消えた郵便配達人           | 1985年10月22日 | 山田正弘           | 小山幹夫   | 中原理恵、三浦洋一、遠藤憲一       |                    |
| 危機一髪の女               | 1982年5月18日  | 池田一朗           | 小谷承靖   | 桜田淳子、佐藤浩市                 |                    |
| 帰郷-妻が消えた            | 1984年10月23日 | 中岡京平           | 恩地日出夫 | 山﨑努、佐藤オリエ                 |                    |
| 危険なしのび逢い           | 1982年5月4日   | 重森孝子           | 橋本信也   | 中村敦夫、藤真利子                 |                    |
| 危険な乗客                 | 1992年2月11日  | 高田純             | 木下亮     | 国生さゆり、沢向要士、長門裕之     |                    |
| 危険な情熱                 | 1984年10月30日 | 高階航             | 加藤彰     | 萬田久子、国広富之                 |                    |
| 絆                         | 1996年10月8日  | 掛札昌裕           | 長谷和夫   | 十朱幸代、滝田栄、高部知子         | 15周年記念特別企画 |
| 季節はずれのサンタクロース | 1985年3月5日   | 国弘威雄           | 臼井高瀬   | 有馬稲子、三林京子                 |                    |
| 季節はずれの宿泊客         | 1993年1月12日  | 市川森一           | 石橋冠     | 泉ピン子、西城秀樹、角野卓造       |                    |
| キタタキ絶滅               | 1983年8月16日  | 中岡京平           | 後藤幸一   | 神崎愛、荻島眞一                   |                    |
| 北の運河殺人事件           | 1992年7月21日  | 国弘威雄           | 長谷和夫   | 伊藤かずえ、高橋悦史、寺泉憲       |                    |
| 北の警察署長               | 1998年9月15日  | 坂田義和           | 下村優     | 蟹江敬三、毬谷友子、すまけい       |                    |
| 木に登る犬                 | 1983年8月9日   | 加瀬高之           | 池広一夫   | 太川陽介、田中美佐子、せんだみつお |                    |
| 昨日を探す女               | 1995年11月28日 | 桃井章             | 木下亮     | 高木美保、未來貴子、鶴見辰吾       |                    |
| 吉備路殺人事件             | 1989年5月23日  | 岡本克己           | 藤井克彦   | 加納みゆき、佐藤慶、綿引勝彦       |                    |
| 逆転判決 女弁護士水城邦子  | 1989年5月2日   | 石原武龍           | 松尾昭典   | 丘みつ子、南條玲子                 |                    |
| 逆転有罪                   | 2000年2月22日  | 岡本克己           | 長尾啓司   | 伊藤蘭、萩原流行、坂上忍           |                    |
| 逆光のなかの女             | 1985年4月9日   | 横光晃             | 工藤栄一   | 秋吉久美子、池部良                 |                    |
| 救急指定病院               | 1992年5月12日  | 重森孝子           | 油谷誠至   | 池上季実子、角替和枝、野川由美子   |                    |
| 救急指定病院2              | 1994年9月6日   | 清水喜美子         | 油谷誠至   | 池上季実子、角替和枝、辰巳琢郎     |                    |
| 救急指定病院3              | 1995年4月25日  | 渡辺善則           | 渋谷正行   | 池上季実子、角替和枝、とよた真帆   |                    |
| 救急指定病院4              | 1995年11月14日 | 渡辺善則           | 油谷誠至   | 池上季実子、角替和枝、野川由美子   |                    |
| 救急指定病院5              | 1996年4月16日  | 渡辺善則           | 油谷誠至   | 池上季実子、角替和枝、渡部篤郎     |                    |
| 救急指定病院6              | 1996年9月17日  | 齊藤珠緒           | 油谷誠至   | 池上季実子、角替和枝、野川由美子   |                    |
| 救急指定病院7              | 1997年5月20日  | 渡辺善則           | 山本厚     | 池上季実子、角替和枝、野川由美子   |                    |
| 救急指定病院8              | 1998年5月26日  | 渡辺善則           | 真船匡氏   | 池上季実子、角替和枝、野川由美子   |                    |
| 救急指定病院9              | 1998年12月29日 | 渡辺善則           | 真船匡氏   | 池上季実子、角替和枝、野川由美子   |                    |
| 救急指定病院10             | 1999年10月19日 | 渡辺善則           | 増田天平   | 池上季実子、寺島しのぶ、野川由美子 |                    |
| 99%の誘拐                  | 1992年3月24日  | 佐伯俊道           | 一倉治雄   | 緒形拳、伊原剛志、中川安奈         |                    |
| 救命救急センター           | 2000年7月18日  | 渡辺善則           | 油谷誠至   | 斉藤由貴、佐野史郎、手塚理美       |                    |
| 救命救急センター2          | 2001年3月20日  | 渡辺善則           | 油谷誠至   | 斉藤由貴、佐野史郎、多岐川裕美     |                    |
| 救命救急センター3          | 2001年6月26日  | 渡辺善則           | 油谷誠至   | 斉藤由貴、佐野史郎、根岸季衣       |                    |
| 救命救急センター4          | 2002年6月4日   | 佐伯俊道           | 油谷誠至   | 斉藤由貴、佐野史郎、岩崎ひろみ     |                    |
| 京都金沢わらべ唄殺人事件   | 2002年3月5日   | 酒井直行           | 山田大樹   | 賀来千香子、赤井英和、菅井きん     |                    |
| 京都金沢舌切り雀殺人事件   | 2002年8月20日  | 中岡京平           | 斎藤光正   | 賀来千香子、赤井英和、池上季実子   |                    |
| 京都金沢一寸法師殺人事件   | 2003年3月11日  | 佐山泰三           | 下村優     | 賀来千香子、菅井きん、長門裕之     |                    |
| 京都金沢浦島太郎殺人事件   | 2003年5月13日  | 酒井直行           | 斎藤光正   | 賀来千香子、菅井きん、涼風真世     |                    |
| 京都金沢鶴の恩返し殺人事件 | 2004年1月27日  | 狩矢直巳           | 岡屋龍一   | 賀来千香子、菅井きん、桑名正博     |                    |
| 京都金沢花咲爺殺人事件     | 2004年4月20日  | 大良美波子         | 斎藤光正   | 賀来千香子、菅井きん、長門裕之     |                    |
| 京都金沢かぐや姫殺人事件   | 2004年10月19日 | 武井彩             | 斎藤光正   | 賀来千香子、菅井きん、友近         |                    |
| 京都金沢雪女殺人事件       | 2005年4月19日  | 武井彩             | 斎藤光正   | 賀来千香子、赤井英和、荻野目慶子   |                    |
| 京都警備士日誌             | 1997年8月26日  | 東多江子           | 吉田啓一郎 | 小川知子、笑福亭松之助、小日向文世 |                    |

### く
- 空白の殺意
- 空白の実験室
- 空白迷路
- 崩れる
- 九門法律相談所
  - 離婚
  - 高価なツケ
  - 失踪宣告
  - 目撃者
  - 飛べない小鳥たち
  - 浪費された愛
  - 自白
  - 二人の女
  - 沈黙の裁き
  - 大切な人
  - 出世払い裁判
- 暗い循環
- 暗い窓
- 暗い落日
- 暮らしの中の殺意
- クラスメート
- 暗闇からの愛
- 狂った信号
- グルメを料理する十の方法
- 黒いカーテン
- 黒いドレスの女

### け
- 刑事
- 刑事・鬼貫八郎
  - 死びとの座
  - 偽装心中
  - 完全犯罪
  - ゆすり
  - 妬み
  - 十六年目の殺人
  - 憎悪の化石
  - 青の殺意
  - 沈黙の函
  - 風の証言
  - 積木の塔
  - まだらの犬
  - 誰の屍体か
  - 表と裏
  - 愛の軌跡
  - 死のある風景
  - 炎の記憶
  - 真夜中の乗客
- 警視庁鑑識課シリーズ
- 警視庁鑑識班シリーズ
- 刑事の愛した女
- 刑事室戸梢シリーズ
  - 殺意の通路
  - 殺意の朱い夏
- 競馬場の女
- 警部補佃次郎
  - 幻の男
  - 黒髪の焦点
  - 艶やかな声
  - 仮説の行方
  - あかね雲
  - 小壜に詰めた死
  - ここだけの話
  - 女たちの事情
  - 妻たちの真実
  - つぐない
  - かるはずみな言葉
  - 死にいそぐ女
  - 孤独のゆくえ
  - 永遠のナゾ
  - 結婚しない女
  - 女の賭け
  - 妻の立場
  - 母のこころ
  - 妻の秘密
  - 望郷
  - 妻の初恋
- 軽蔑
- 外科医・有森冴子
  - 「母…」
  - 「告知」
- 獣の償い
- 検察審査員
- 検事霧島三郎シリーズ
- 原子炉の蟹
- 絢爛たる欲望

### こ
- 恋の友だち
- 高校野球殺人事件
- 考古学者佐久間玲子
  - 金印とヒスイの涙
- 幸福な朝食（第一回日本推理サスペンス大賞・優秀作受賞作品）
- 氷の女
- 告発のカルテ
- 凍る風景
- 黒衣の天使
- 凍えるキリン
- 心に秘めた幻の蝶
- 誤算
- 戸籍のない夫婦
- 孤独な果実
- 孤独な狩人
- 孤独の歌声（第六回日本推理サスペンス大賞・優秀作受賞作品）
- 湖畔の館殺人事件
- 殺したくないのに
- コンピュータの身代金

## さ行

### さ
- 再会
- 再会・殺意の方程式
- 最後の微笑
- 最後の抱擁
- 再婚する女
- 最終電車を待つ女
- 殺意に抱かれて
- 殺意の朱い夏
- 殺意の海
- 殺意の証明
- 殺意の団欒（10周年記念特別企画）
- 殺意の通路
- 殺意の爪
- 殺人回廊
- 殺人記念写真
- 殺人捜査シリーズ
  - 殺人捜査
  - 1995年殺人捜査
  - 1996年殺人捜査
  - 1997年殺人捜査
  - 1998年殺人捜査
- 殺人迷路
- 裁かれる受胎
- 裁かれた絆
- 寂しすぎた女
- さよならも言わずに消えた!
- さよならを言えない女
- サラ金業者の妻
- さらわれたい女
- 山岳ミステリー
  - 大雪山殺人事件
  - 尾瀬湿原殺人事件
  - 八甲田山死の誘い
  - 津軽竜飛岬風の殺意
  - 白馬岳殺意の峰
- 三十年目の同窓会
- サンタクロース殺人事件
- 三年目の誤算
- 産婦人科医・南雲綾子
  - 産む女・産まない女
  - 四十三歳、初産の女
  - 対決
  - 母娘の絆
- 産婦人科病院から消えた女

### し
- 幸せの幻影
- ジェラシー
- 死角関係
- 死刑囚の妹
- 事件記者シリーズ
- 事件記者・三上雄太
  - 逃走援助
- 四国八十八か所逃亡巡礼
- 地獄から来た訪問者
- 死者からの手紙
- 私書箱25号の女
- 下町殺人迷路
- 下町・銭湯騒動記シリーズ
- 下町葬儀屋事件簿
- 失踪
- 嫉妬
- 死の人工呼吸
- 死の断崖
- 死ぬ前にすべき二・三の事柄
- 自白調書
- 指名手配シリーズ
- 車内禁煙殺人事件
- 15年目の夏
- 重婚
- 十七年目の秘密　定時制教師・石本歩
- 十字路
- 十二月の花嫁
- 182566の死者
- 受験地獄
- 出張弁護士・青山萌子　北へ向かう人
- 手話法廷
- 女医の殺人
- 小京都ミステリー
  - 小京都連続殺人事件
  - 飛騨高山連続殺人事件
  - 津和野・萩殺人事件
  - 京都山口殺人旅行
  - 奥飛騨三寺まいり殺人事件
  - 会津涙橋殺人事件
  - 薩摩恋人形殺人事件
  - 北海慕情殺人事件
  - 出雲天女伝説殺人事件
  - 安芸奥の細道説殺人事件
  - 伊予夢芝居殺人事件
  - みちのく酒田殺人事件
  - 豊後路石仏殺人事件
  - 山陰但馬殺人事件
  - 大和路くみひも殺人事件
  - みちのく角館殺人事件
  - 肥前螢の里殺人事件
  - 加賀百万石殺人事件
  - 奥信濃殺人事件
  - 肥後人吉殺人事件
  - 周防岩国殺人事件
  - 津軽弘前殺人事件
  - 水郷柳川殺人事件
  - 吉備津鳴釜殺人事件
  - 越中落人伝説殺人事件
  - 豊後一子相伝殺人事件
  - 奥州三代嫁姑殺人事件
  - 長崎ビードロ殺人事件
  - 郡上おどり殺人事件
  - エジプト・パピルス殺人事件（20周年記念作品）
- 小京都連続殺人事件
- 情事の背景
- 情事の報酬
- 少女が死んだ夜
- 情状鑑定人
- 少年は見ていた
- 食卓のある風景（15周年記念特別企画）
- 女子高校生への鎮魂曲
- 署名のない風景画
- 女優
- 知りすぎた女
- 白い影の女
- 白い薔薇の女
- 死を抱く女
- 死を運んだ宅配便
- 新・女検事霞夕子
  - ペルソナ・ノン・グラータ
  - 罪深き血
  - 乗り遅れた女
  - 輸血のゆくえ
  - 花を捨てる女
  - 雨に濡れた遺書
  - 俯く女
  - 二粒の火
  - 余命
  - 執念
  - 家族写真
  - 捨てられた女
  - 家族の幻想
  - 早朝の手紙
  - 知らなかった
  - 予期せぬ花束
  - 空白のアルバム
  - 心の天使
  - 犬を飼う女
  - 夏の記憶
  - 二人の目撃者
  - 殺意の薔薇
  - すれ違った愛
  - 隣の関係
  - 愛しき人へ
- 真実の合奏
- 新任判事補シリーズ
- 信州奥多摩殺人ライン
- 心身症の犬
- 人生相談殺人事件
- シンデレラの仮面
- 身辺警護シリーズ
- 深夜高速バス
- 深夜の偶然
- 深夜の法廷

### す
- ズームイン!!朝!殺人事件
- 素顔を取り戻した女
- スキャンダル
- 掏摸（スリ）

### せ
- 星座伝説殺人事件
- 生死不明
- 正当防衛
- 聖夜に愛が死んだ

### そ
- その朝おまえは何を見たか
- それでも愛してる

## た行

### た
- 大正ロマンミステリー・宵待草殺人事件
- 大雪山殺人事件
- 大病院が震える日
- 大都会の死角
- ダイヤル119
- ダイレクトメール
- たそがれに愛をこめて－心臓外科医と死刑囚－（10周年記念特別企画）
- たそがれに標的を撃て
- たった独りのあなたのために
- 旅路・パパずっと一緒にいたい
- だます女だまされる女シリーズ
- 誰かが聞いている
- 誰かが見ている（5周年記念作品）
- 誰かが殺意を
- 誰かが死んでいた
- 断罪

### ち
- 小さな証言者
- 致死歩道
- 父親は銃を抱いて眠る
- 父と子の炎
- 父と娘の真実
- 父にかかる電話
- 地底の殺意
- 地方記者立花陽介
  - 伊豆下田通信局
  - 伊賀上野通信局
  - 釜石遠野通信局
  - 青梅奥多摩通信局
  - 米沢蔵王通信局
  - 鎌倉湘南通信局
  - 但馬城崎通信局
  - 会津若松通信局
  - 信州上田通信局
  - 伊豆大島通信局
  - 山陰出雲通信局
  - 飛騨高山通信局
  - 日光今市通信局
  - 阿波鳴門通信局
  - 能登輪島通信局
  - 別府国東通信局
  - 越中高岡通信局
  - 津軽弘前通信局
  - 箱根小田原通信局
  - 佐渡両津通信局
- 蝶たちの殺意
- チョコレートゲーム
- 沈黙は罠

### つ
- 追跡シリーズ
- 通勤快速殺人事件
- 津軽海峡殺しの双曲線
- 津軽竜飛岬風の殺意
- 月のかたち
- 尽くす女
- つぐない
- おつかれ三人旅・妻愛人同伴殺人ツアー
- 妻殺し
- 妻たちの戦争
- 妻たちの昼下がり
- 妻たちのマネーゲーム
- 妻の生き甲斐
- 妻の定年・私は狙われている
- 妻の疑惑
- 妻は告発する
- 妻よ睡れ
- 冷たいのがお好き

### て
- できごころ
- 鉄の串
- デパ地下の女シリーズ
- 出戻り弁護士
- テレホンママ
- 転勤判事シリーズ
- 天使が消えた夏
- 天使の居場所
- 天使の復讐
- 「天使の復讐」殺人事件
- 電話の向こうに誰がいる?
- 電話魔

### と
- 同姓同名
- 同窓生
- どうぞ安らかにシリーズ
- 盗聴する女
- 盗聴の夜
- 当番弁護士シリーズ
- 当番弁護士・北条桜子　秘密の家
- 遠い日の花火
- 遠い約束
- 遠ざかる声
- ドクターヘリ・緊急外科医若月灯子
- 特別病棟の女
- 閉じこめられて
- 年下のひと
- 土地狂乱殺人事件
- 突然、夫に死なれて
- 突然の明日
- となりの女
- 飛ぶ男、墜ちる女
- 取調室シリーズ

## な行

### な
- 長い導火線
- 長く暑い夏の一日
- 那須・四季通信
- 懐かしい骨
- 名無しの探偵シリーズ
  - 愛の失踪
  - 愛の疑惑
  - 愛の復讐
  - 愛の死角
  - 殺意のデッサン
  - 愛の虚構
  - 愛の幻影 （10周年記念特別企画）
  - 彼女の人生
  - ガーベラの女
  - 少年
  - ガラスの少女
  - 兄妹（あにいもうと）

### に
- 二階の女
- 苦い判決
- 苦い夜
- 逃げたい女
- 逃げる!
- 逃げる女
- 虹色の殺人
- 24時間半
- 二通の手紙
- 二度目のさよなら

### ぬ
- ぬくもり
- 濡れぎぬ

### ね
- 猫に憑かれた花嫁
- 熱帯夜
- 眠らない電話
- 眠れぬ夜の悪魔
- 眠れぬ夜のために
- 狙われた女教師
- 狙われた白衣の天使
- 狙われた美人キャスター
- 狙われて

### の
- 遺された妻の疑惑
- 呪われた女

## は行

### は
- 歯
- 灰色無罪
- 博多長崎殺人行
- バカンスは死の匂い
- 白衣の天使殺人事件
- 白昼の囚人
- 白馬岳殺意の峰
- 箱根湯河原温泉交番
  - 義経の涙
  - 夫婦椿の涙
  - 芸妓（げいこ）の涙
  - 天神様の涙
- バックミラーの中の女
- 八甲田山死の誘い
- 白骨が愛した男
- 花園の迷宮
- 花嫁の消えた森
- 母子（ははこ）誘拐
- 母の証言
- 母の神話が崩れる時
- 母の誘拐
- ハムレットは行方不明
- 薔薇色の罠
- 張り子の虎
- 針の誘い
- バレンタインデー殺人事件
- 犯行再現ビデオ
- 犯罪心理分析官シリーズ

### ひ
- ピアノに怯える殺人者
- 引き裂かれた白衣
- 引き裂かれた夜
- 非行少年
- 飛騨高山連続殺人事件
- 美談の行方
- 人喰い
- ひとことの罪
- 緋の川
- 向日葵は知っていた
- 秘密（日本テレビ開局50年記念作品）
- 秘密の風景
- 冷やかな情死

### ふ
- 不運な女
- 深く埋めて
- 復讐の挽歌
- 不幸の手紙殺人事件
- ふたり
- 二人の女
- 冬の駅
- 震える髪
- 震える手
- 震える目
- 故郷（ふるさと）
- ふるさとの傷 ～愛は残酷～
- フルムーン旅情ミステリー
  - 湯布院殺人事件
  - みちのく殺人事件
  - 能登半島殺人事件
  - 遠い記憶
  - やさしい嘘
  - 断崖
  - 冬の風鈴
  - 風の囁き
  - 空の階段
- 分岐点

### へ
- 髪（ヘアー）
- 平成六年の大不幸
- 別宅を持つ犬
- ベビーシッター殺人事件
- 弁護士朝日岳之助
  - 真実の合奏
  - 有罪率99%の壁
  - 殺意の法廷
  - 考古学教室の殺人
  - 贅沢すぎる殺人
  - 顔の見えない殺人者
  - 逆転証人
  - ぼくは殺ってない
  - プラス“一”の悲劇
  - 刑法第一三四条
  - 笑わせても殺さない
  - 殺意のささやき
  - 温情捜査
  - 再審
  - 北上川殺人暮色
  - 緊急発砲
  - 開かずの扉
  - 逃亡
  - 死亡時刻の罠
  - 墜ちた向日葵
  - 空白の時間
  - 死者の人権
  - 声なき声
- 弁護士水城邦子
  - 陰の判決
  - 逆転判決
  - 手話法廷
  - 疑惑法廷
  - 苦い判決
  - 緋の川
  - 灰色無罪

### ほ
- 望遠鏡の中の女
- 傍観者殺人事件
- 望郷
- 保護観察・少年A
- 炎の記憶
- 炎の恐怖

## ま行

### ま
- 舞いこんだ死亡診断書
- 曲り角
- 曲がり角の女たち
- 魔術はささやく（第二回日本推理サスペンス大賞・大賞受賞作品）
- 魔性の星の女
- 間違い電話
- 間違えられた女
- 待ち続けた女
- 街の医者・神山治郎
  - 輸血ミス
  - 出産拒否
  - 乳房喪失
  - 消えた母性
  - 母親
  - 整形依存の女
  - 歪んだ看護
  - ダイエット症候群の女
  - 放火する女
- 待っている妻
- 松原完治・お金ちょうだい致します
- 松本清張スペシャル
  - 球形の荒野（第1回記念作品）
  - 10万分の1の偶然
  - 花氷（かひょう）
  - 指
  - 脊梁
  - 交通事故死亡1名
  - 霧の旗
  - 坂道の家
  - 歯止め
  - 知られざる動機
  - 一年半待て
  - 黒の回廊
  - わるいやつら
  - 夜光の階段
  - 渡された場面
  - やさしい地方
  - 捜査圏外の条件
  - 家紋
  - 危險な斜面（10周年記念特別企画）
  - ゼロの焦点（松本清張作家活動40年記念作品）
  - けものみち（松本清張作家活動40年記念作品）
  - たづたづし（松本清張作家活動40年記念作品）
  - 山峡の湯村
  - 影の地帯
  - 喪失の儀礼
  - 微笑の儀式
  - 留守宅の事件
  - 恐喝者
  - 中央流沙
- 松本清張スペシャル（新）
  - 内海の輪（20周年記念作品）
  - 一年半待て（20周年記念作品）
  - 事故（1000回突破記念作品）
  - 鬼畜（平成14年文化庁芸術祭参加作品・1000回突破記念作品）
- 祭りの記憶
- 窓
- 窓の女
- 窓辺の女
- 魔の視線
- 幻の犬
- 幻の男
- 幻の女
- 幻の女を探せ
- 幻の罠
- ママに殺意を
- 真夜中に微笑む女
- 真夜中の白い少女
- 真夜中の妻たち
- 真夜中の虹
- 真夜中の向う側
- 真夜中の病室
- まりえの客

### み
- 見えない橋
- 見知らぬ夫
- 見知らぬ殺意
- ミスティガール紅子
  - 殺人者は二度ノックする
  - 南青山虚飾コレクション
- 水の魔法陣
- 水の迷路
- 未成年
- 淫らな骨
- 淫らなやつら
- 乱れからくり
- 道連れ
- 三日間の悪夢
- 密告電話
- 密室航路
- 蜜の香りは苦く
- 密閉島
- 密漁夫婦

### む
- 向かいの家
- 向かいの女
- 武蔵野遊歩道の殺人
- 息子よ・女囚逃亡の果て
- 娘という名の他人
- 娘よ!父は走る
- 無能の真実

### め
- 眼鏡をかけたライオン
- 目には目を

### も
- 盲執の女
- 盲人探偵・松永礼太郎
  - その足音
  - ピアニストを探せ
  - 乳房
  - 警察（さつ）嫌い
  - 逆恨み
  - 狙撃
  - 兇信
  - 洗脳
  - 時効
  - 復讐幻想
  - 香水迷路
  - 今　一度の
  - 愛する人へ
- 盲目のピアニスト
- 目撃
- モナリザの身代金
- 喪服の妻たち
- 森村誠一の怒りの樹精
- 森村誠一の音
- 森村誠一の結婚株式会社
- 森村誠一の電話魔
- 森村誠一の途中下車
- 森村誠一の無医村の神
- 森村誠一の夜行列車

## や行

### や
- 屋形船の女シリーズ
- 夜間中学
- やさしい遺言
- 闇を裂く一発

### ゆ
- 誘拐ツアー
- 誘拐の報酬
- 有罪率99%の壁
- 夕陽よ、止まれ
- 歪んだ鏡
- 歪んだ果実
- 歪んだ再会
- 行きずりの殺意
- 雪花魔人形
- 夢を喰う男

### よ
- 容疑者
- 甦った演技
- 夜の事情

## ら行

### ら
- ラーメン横町・女たちの危険な午後
- ラブレター

### り
- 離婚
- 料理講師奥瀬かほり　柳川～沖縄・犬は知っていた
- 旅行添乗員椿晴子・ごもっともでございます
- 霖雨の時計台
- 臨床心理士シリーズ

### る
- ルノアール名画殺人事件
- ルビーの耳飾り

### れ
- 霊感を売る女たち
- 霊感を呼ぶ女たち
- 麗猫伝説 （100回記念作品）
- 連鎖寄生眷属－優しさの報い－

### ろ
- ロープ殺人事件
- 六月の花嫁・偽りのドレス
- 六月の花嫁シリーズ
  - 1986年
    - 結婚
    - ハネムーン
    - ウェディングベル
    - エンゲージリング
    - ウェディングドレス

  - 1987年
    - 禁じられた結婚
    - ペイパーハネムーン
    - 花嫁は眠れない
    - 悪夢の花嫁

  - 1988年
    - 花婿は殺人者
    - ジューンブライド・ママ
    - 祝・殺人
    - ゼロの蜜月

  - 1989年
    - 殺人ダイアリー
    - 婚約解消殺人事件
    - ウェディングベルが聞こえる
    - ヴァージン・ロード

  - 1990年
    - 誕生石
    - 結婚指輪
    - 入籍
    - 新婚

  - 1991年
    - 結婚運
    - 結婚の行方
    - 結婚写真
    - 結婚適齢期

  - 1992年
    - 偽りのハネムーン
    - 神々が決めた相続人
    - 結婚相談殺人事件
    - 二着のウェディングドレス
    - スイートホーム殺人事件

  - 1993年
    - ウェディングベルをもう一度
    - 殺人の債権
    - 偽りの結婚指輪
    - 青い薔薇殺人事件

  - 1994年
    - 造花
    - 仮面
    - 恋文
    - 幸福

  - 1995年
    - 遺言結婚
    - 逃亡結婚
    - 仮想結婚
- 六月の花嫁2005
  - 四重奏（カルテット）
  - マリーゴールド
  - 化身
  - 櫛

## わ行

### わ
- ワインレッドの罠
- わが娘が消えた夜
- わが子は殺人者
- わが子よ、眠れ!
- わが町シリーズ
- 私が死にたかった
- 私が死んだ夜
- 私の青春売ります
- 私は殺していない
- 罠に落ちた女
- 罠の女
- 罠の中の人魚
- 悪い電話
- 湾岸に消えた女